# Elatere
Een elatere is een structuur die behulpzaam is bij de verspreiding van sporen. Ze komt voor bij levermossen, hauwmossen en bij paardenstaarten. Elateren worden soms 'springdraden' genoemd.

## Levermossen
Bij levermossen zijn elateren in het sporekapsel gevormde, onvertakte, eencellige structuren met spiraalverdikkingen. Deze cellen die zijn behulpzaam bij de verspreiding van de sporen. Door de onregelmatige wandverdikkingen van de elateren reageren deze op geringe veranderingen in de luchtvochtigheid, zodat de sporen in enkele uren uit het sporekapsel worden gewerkt. Het sporekapsel van levermossen heeft dus een ander mechanisme om de sporen langzaam los te laten dan de mossen die daarvoor het peristoom hebben.

## Hauwmossen
Bij de hauwmossen komen elateren voor die hier 'pseudo-elateren' genoemd worden vanwege een afwijkende bouw. Deze zijn meercellig en vertakt. Ze hebben ook hier een functie bij de verspreiding van de sporen.

## Paardestaarten
Bij paardenstaarten hebben de sporen twee elateren, die in droge toestand om de spore zijn gewikkeld. Wanneer deze vochtig worden strekken ze zich en duwen de spore uit de aar.

Elateren
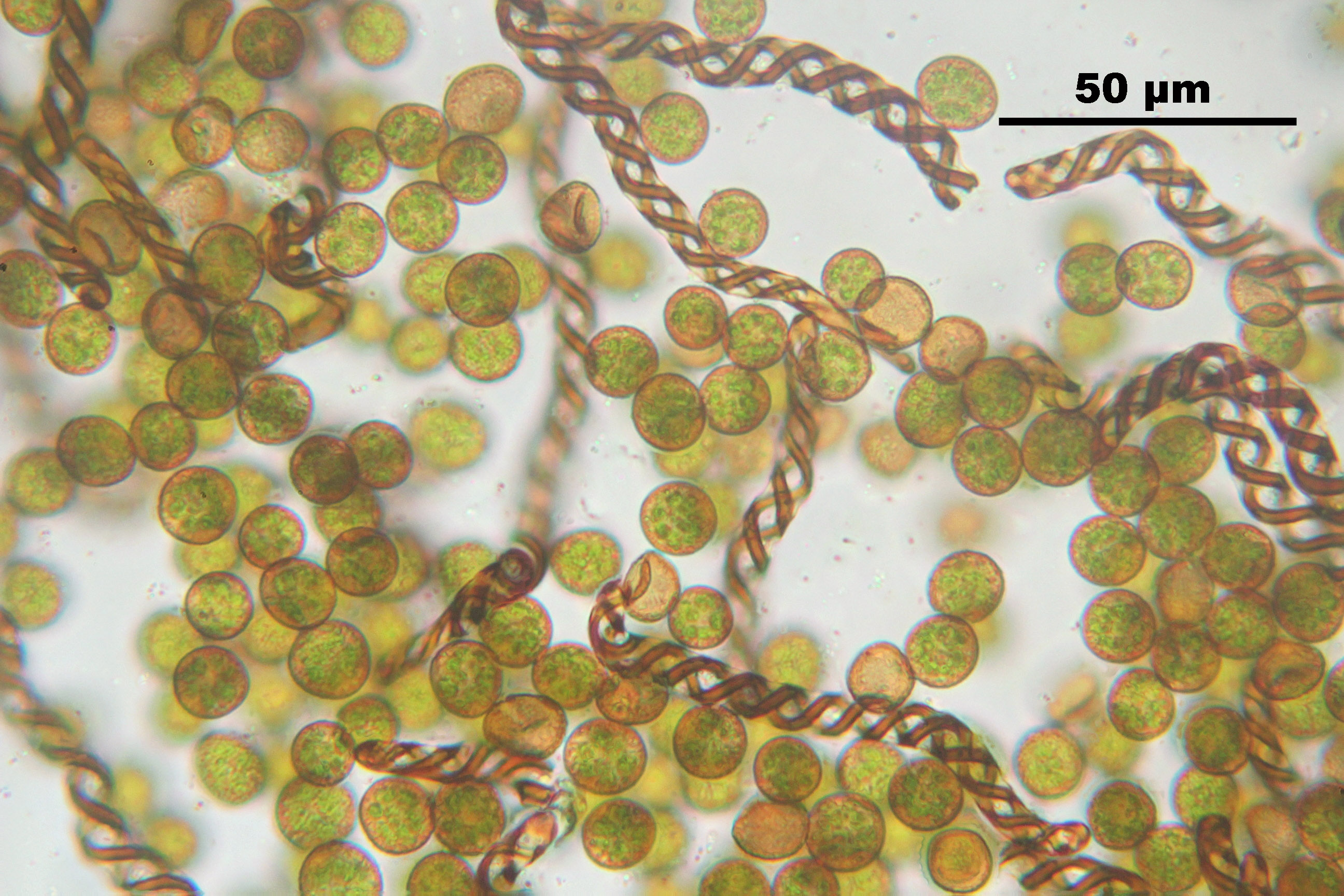
Gedrongen kantmos (Lophocolea heterophylla) sporen en elateren
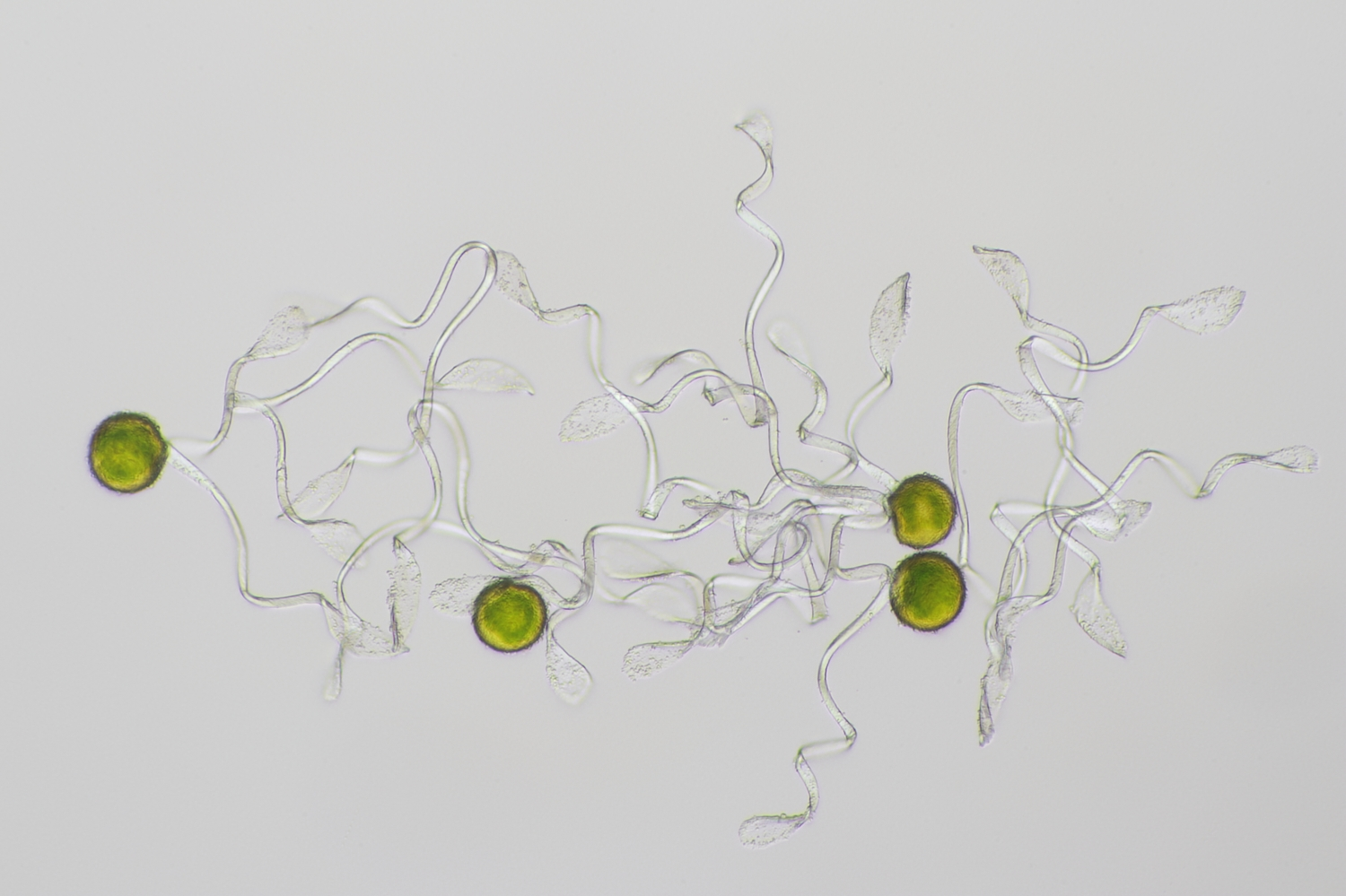
Elateren van paardenstaarten.